# Wild und Frei
Wild und Frei (Originaltitel: Ukjent landskap, internationaler Titel: A New Kind of Wilderness) ist ein Dokumentarfilm von Silje Evensmo Jacobsen. Die norwegische Regisseurin begleitet in dem Film eine Familie, die dem modernen, städtischen Leben den Rücken kehrt und stattdessen in die Wildnis Norwegens zieht. Die Weltpremiere von Wild und Frei fand im Januar 2024 beim Sundance Film Festival statt, wo der Film im U.S. Documentary Competition mit dem Grand Jury Prize ausgezeichnet wurde. Anfang April 2024 kam der Film in die norwegischen Kinos. Mitte Dezember 2024 erfolgte die deutschsprachige Erstausstrahlung auf Arte.

## Inhalt

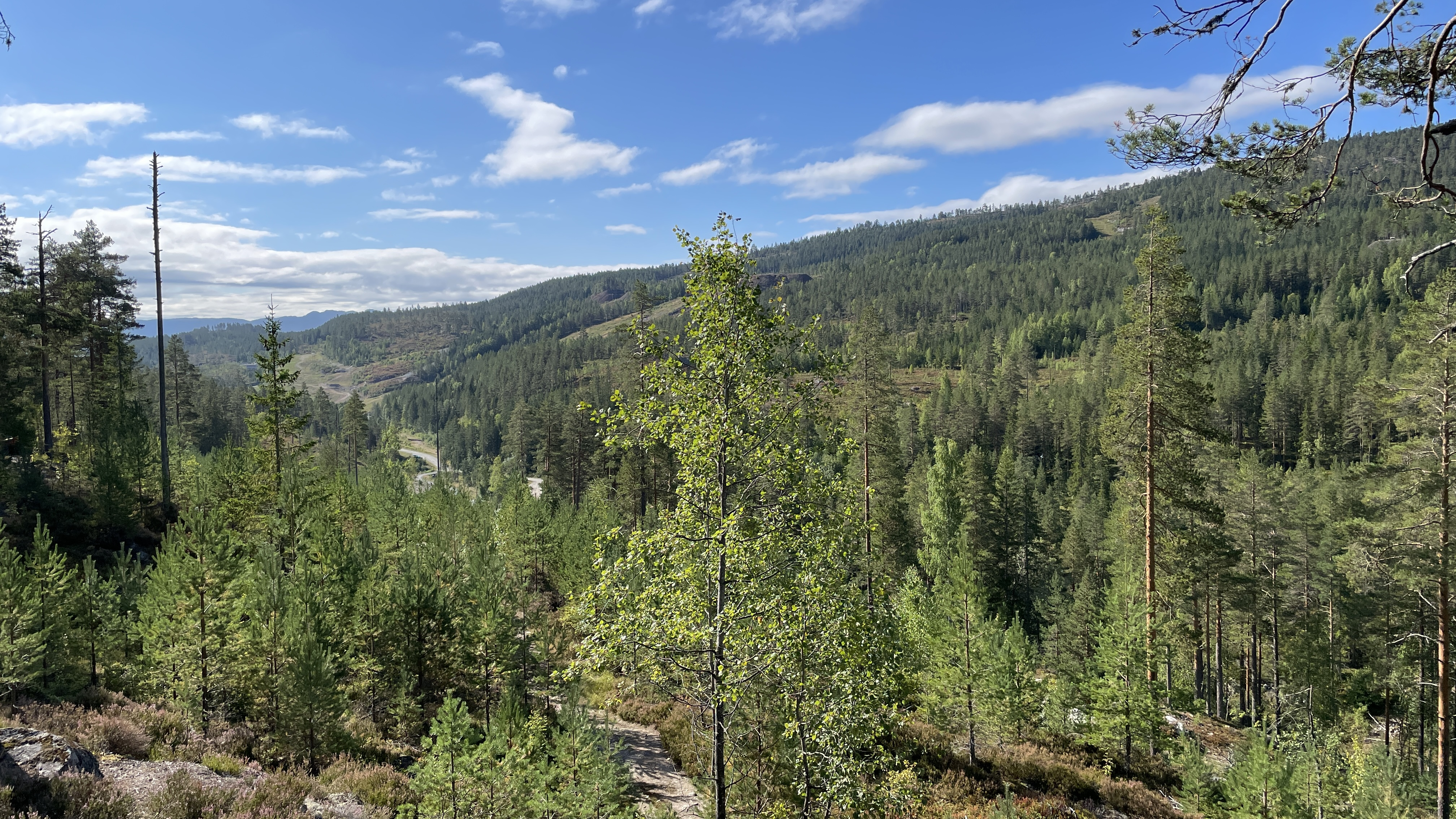
Maria und Nik leben mit ihren vier Kindern Ronja, Ulv, Falk und Freja in der Kommune Kongsberg in der Wildnis

Maria und Nik sind mit ihren vier Kindern in die Wildnis Norwegens gezogen und unterrichten sie selbst. Sie sollen sich dort wild und frei entwickeln können. Ronja stammt aus einer früheren Beziehung von Maria, Ulv, Falk und Freja sind ihre gemeinsamen Kinder. Sie sind Selbstversorger, halten Schafe, Ziegen, Hühner und Enten, bauen ihre Lebensmittel selbst an und führen ein nachhaltiges Leben.
Das idyllische Leben nimmt, nachdem bei Maria Gebärmutterhalskrebs diagonistiziert wurde, ein jähes Ende. Nach ihrem Tod versucht Nik nun ohne sie ihren Traum eines Lebens der Familie im Einklang mit der Natur weiterzuleben, doch die alternative Lebensweise bringt sie an ihre Grenzen.

## Produktion

### Filmstab
„In der heutigen schnelllebigen Welt, umgeben von Technologie, institutionellen Normen, übermäßigem Konsum und dem ständigen Stress, zu viel zu erreichen und mehr zu wollen, sehnen sich viele von uns insgeheim danach, auf die Bremse zu treten. Wir sehnen uns nach Momenten mit unseren Kindern, einer Rückkehr zur Natur und einem einfacheren Lebensstil.“

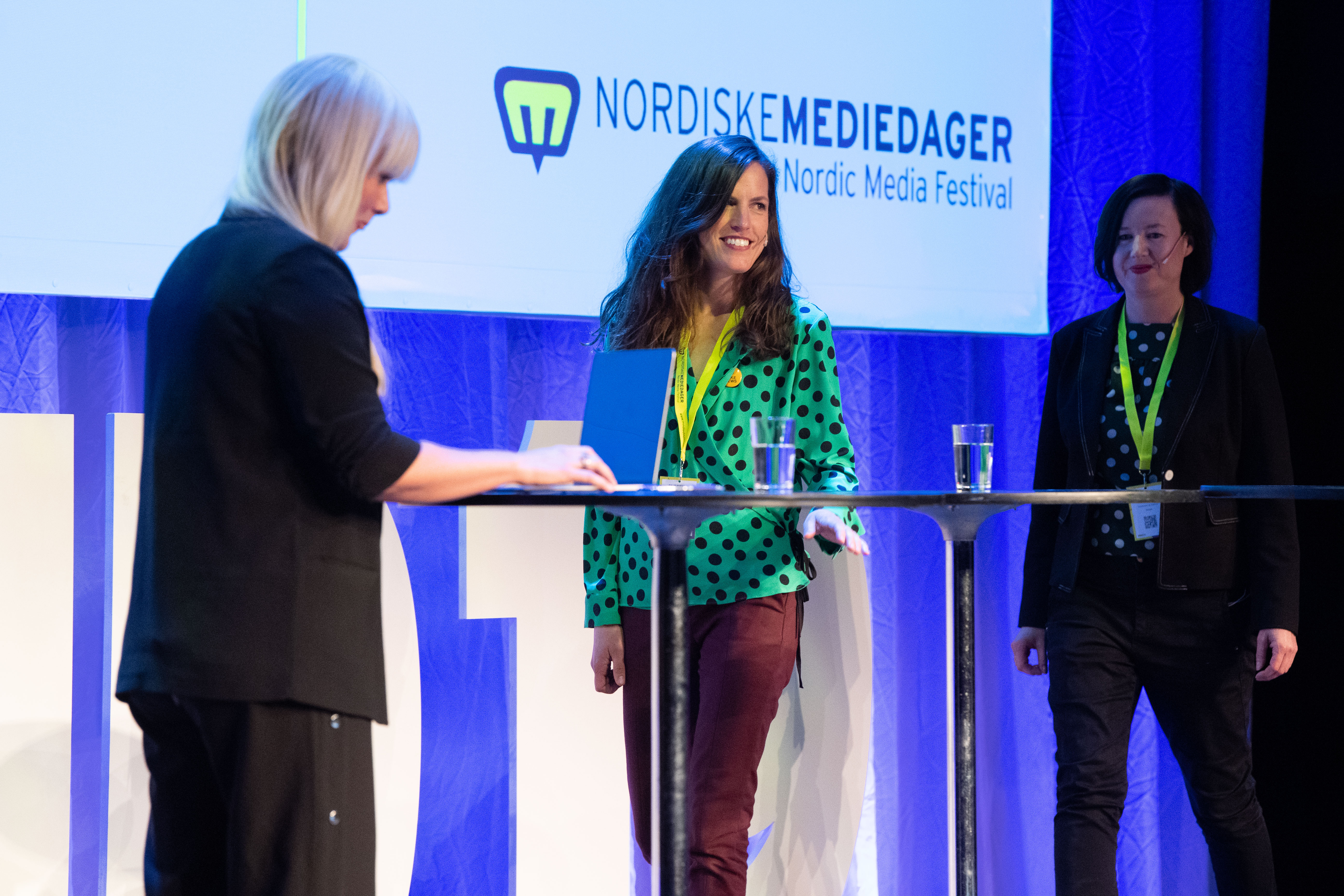
Silje Evensmo Jacobsen bei der Vorstellung ihres Kurzfilms Team Ingebrigtsen bei den Nordiske Mediedager 2019

Regie führte Silje Evensmo Jacobsen. Die Norwegerin studierte Kultur- und Medienwissenschaften an der Universität Bergen und der Universität Buenos Aires sowie Film und Fernsehen an der Westerdals School of Communication in Oslo. Zahlreiche ihrer Dokumentarfilme und Serien wurden mit Preisen ausgezeichnet, so ihre ersten Filme Tochter Gottes und Team Ingebrigtsen von 2016 und 2018 und Der Glaube kann Berge versetzen von 2021. Wild und Frei ist Evensmo Jacobsens zweiter abendfüllender Dokumentarfilm. Die Filmemacherin war zufällig auf den Blog „Wildlandfree“ der norwegischen Fotografin Maria Payne gestoßen, deren Familie das Leben in der Stadt hinter sich gelassen und sich für einen unkonventionellen Lebensstil auf einem abgelegenen Bauernhof mitten in der Natur entschieden hatte, und war sofort begeistert. „Die Art und Weise, wie sie ihr Leben neu definierten, nach dem, was sie wollten, und nicht nach dem, was die Gesellschaft erwartete, war wirklich inspirierend. Es brachte mich dazu, über mein eigenes Leben und meine Überzeugungen nachzudenken und brachte mich auf die Idee, ihre Geschichte in einem Film zu erzählen“, so Evensmo Jacobsen. Die Regisseurin glaubt, dass Menschen in der heutigen schnelllebigen Welt insgeheim auf die Bremse treten wollen: „Diese Geschichte kann uns dazu inspirieren, eine bewusste Entscheidung darüber zu treffen, wie wir unser Leben leben wollen, und uns daran erinnern, in den einfachen Freuden des Lebens einen Sinn zu finden.“ Den Filmschnitt übernahmen Kristian Tveit und Christoffer Heie.

### Dreharbeiten und Filmmusik
Die Aufnahmen entstanden in Skollenborg in der norwegischen Kommune Kongsberg, wo die Familie anfänglich noch zu sechst lebte, an der dortigen Efteløt School, die die Kinder zeitweise besuchten, und in Kongsberg-Stadt, wo die Tochter Ronja nach dem Tod der Mutter lebt. Als Kamerafrauen fungierten neben der Regisseurin noch Line K Lyngstadaas und Karine Fosser.
Die Filmmusik komponierte Olav Øyehaug, der bei der Aufnahme ein Streichorchester, ein Glockenspiel und eine Akustikgitarre verwendete.

### Veröffentlichung
Die Weltpremiere von Wild und Frei fand am 19. Januar 2024 beim Sundance Film Festival statt. Im März 2024 wurde er beim Thessaloniki Documentary Festival, bei CPH:DOX und beim Docville International Documentary Film Festival vorgestellt. Am 5. April 2024 kam der Film in die norwegischen Kinos. Im Mai 2024 wurde er beim Hot Docs Festival und beim DOK.fest München gezeigt. Ab Mitte Mai 2024 erfolgten Vorstellungen beim Seattle International Film Festival, Anfang Juni 2024 beim Festival Green Visions und ab Mitte Juni 2024 beim Sydney Film Festival. Am 25. Oktober 2024 kam der Film in ausgewählte US-Kinos. Ende Oktober, Anfang November 2024 wurde er beim Adelaide Film Festival gezeigt und hiernach bei den Nordischen Filmtagen Lübeck. Am 11. Dezember 2024 wurde Wild und Frei auf Arte erstmals im deutschen Fernsehen ausgestrahlt. Im März 2025 wurde der Film beim Manchester Film Festival gezeigt.

## Rezeption

### Kritiken
Von den bei Rotten Tomatoes aufgeführten Kritiken sind 90 Prozent positiv.

### Auszeichnungen
Cinema Eye Honors Awards 2024
- Nominierung für den Publikumspreis in der Sektion Spotlight[11]

El Gouna Film Festival 2024
- Auszeichnung mit dem Bronze Star im Feature Documentary Competition[12]

Hamptons International Film Festival 2024
- Nominierung im Internationalen Dokumentarfilmwettbewerb[13]

Internationales Dokumentarfilmfestival München 2024
- Auszeichnung mit dem Preis der SOS-Kinderdörfer weltweit[3]

Seattle International Film Festival 2024
- Auszeichnung mit dem Grand Jury Prize im Documentary Competition[14]

Sundance Film Festival 2024
- Auszeichnung mit dem Grand Jury Prize im U.S. Documentary Competition (Silje Evensmo Jacobsen)[15]